# TAKE☆OFF
『TAKE☆OFF』是PASSPO☆的首張專輯。於2010年12月8日由Jolly Roger發售。

## 概要
「頭等艙（CD+DVD）」和「經濟艙（只有CD）」的2種。

## 收錄曲
1. Let It Go!!
2. GPP
3. Go On A Highway
4. Pretty Lie
5. 無敵GIRL
6. BREAK OUT!!
7. LA LA LOVE TRAIN〜恋の片道切符〜
8. ハレルヤ
9. 夏空ダッシュ
10. 夢パスポート
11. サクラ色  
ボーナストラック
12. Let It Go!!（ピアノVer）
13. Let It Go!!（オルゴールVer）
14. サクラ色（ピアノVer）

### 頭等艙DVD
音樂影片集
1. GPP
2. Let It Go
3. ハレルヤ
4. サクラ色
5. GPP（Making）
6. ハレルヤ（Making）